# Capilla del Monte
Capilla del Monte es una ciudad y municipio argentino. Se encuentra situada en el departamento Punilla, pedanía Dolores, provincia de Córdoba, República Argentina, a 109 km de la ciudad de  Córdoba y a 725 km de Buenos Aires. Es muy conocida por estar ubicada al pie del cerro Uritorco.

## Toponimia
Capilla del Monte se  refiere a la primera capilla fundada en la zona por la familia española Jaimes hace ya casi 500 años, según las actas oficiales se trataría de una capilla que luego recibiría el nombre de iglesia de San Antonio de Padua. Esta iglesia se ubica a pocos kilómetros al este con respecto al actual centro urbano de la ciudad -donde se encuentra la Plaza San Martín.
La iglesia está situada en un monte o lomada a medio km de la original estación ferroviaria del Tren de las Sierras. Hasta la década de los años '70 el centro urbano de Capilla del Monte se distribuía en gran medida en torno a la estación ferroviaria (cuyo edificio original es el actual Centro de Información al Turista). Sin embargo algunos lugareños aseveran que la original capilla que dio el nombre a esta ciudad serrana es otra ubicada en una zona aún no urbanizada.

## Geografía

### Ubicación

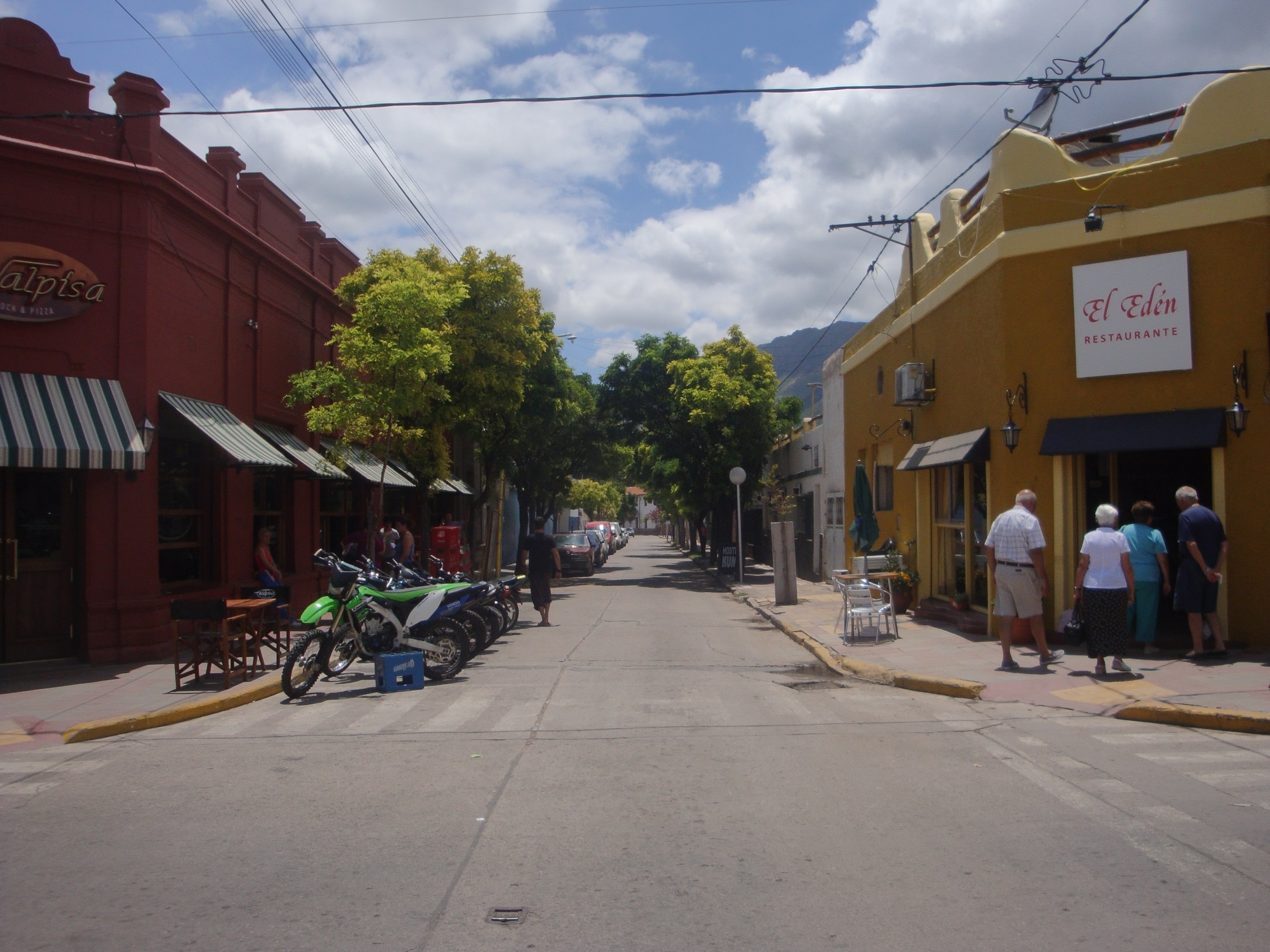
Una calle típica de la ciudad.

La ciudad se extiende de este a oeste por los faldeos occidentales del Cerro Uritorco y del Cerro las Gemelas hasta el lago El Cajón tributario del Río Dolores teniendo como eje axial principal a la Ruta Nacional 38. El desarrollo urbano se incrementó desde finales de la década de 1980, propiciado por el arribo de familias de otras ciudades (principalmente de Buenos Aires, Rosario) y Córdoba. Predominando la edificación residencial (por ejemplo un tipo de vivienda llamada chalet californiano). El área urbana ha englobado zonas que aún mantienen características predominantemente naturales como la geoforma  llamada El Zapato, o los mogotes llamados Los Paredones, o las riberas del río Calabalumba etc.

### Sismicidad
La región posee sismicidad media; y sus últimas expresiones se produjeron
- 16 de enero de 1947 (78 años), a las 2.37 UTC-3, con una magnitud aproximadamente de 5,5 en la escala de Richter (terremoto de Córdoba de 1947)[1]
- 28 de marzo de 1955 (70 años), a las 6.20 UTC-3 con 7,3 Richter: además de la gravedad física del fenómeno se unió el desconocimiento absoluto de la población a estos eventos recurrentes (terremoto de Villa Giardino de 1955)
- 7 de septiembre de 2004 (20 años), a las 8.53 UTC-3 con 4,1 Richter
- 25 de diciembre de 2009 (15 años), a las 21.42 UTC-3 con 4,0 Richter

## Historia

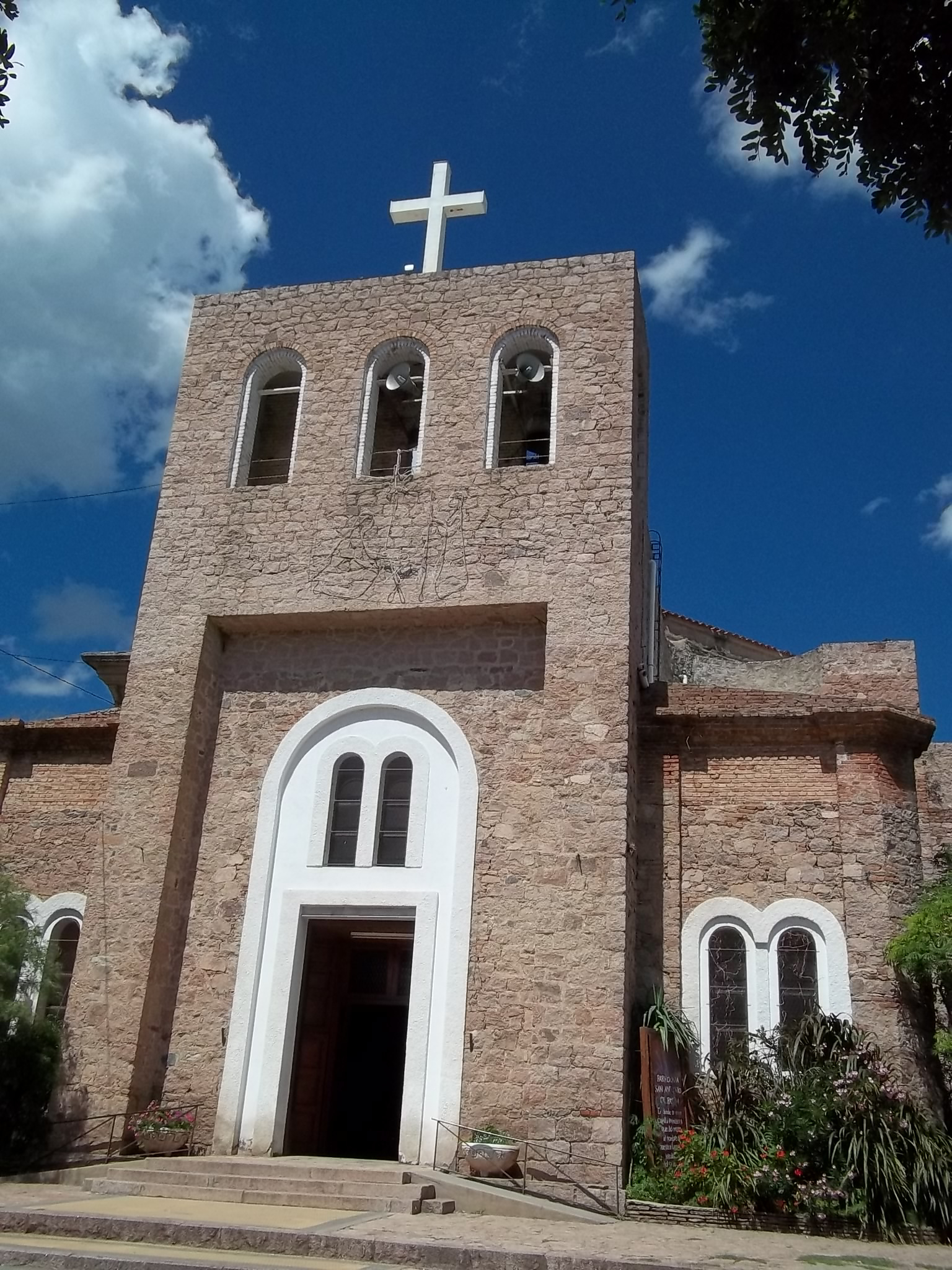
El antiguo oratorio que fue llamado La Capilla del Monte, y dio nombre a la actual ciudad.

### Prehistoria
En el sitio llamado Ongamira situado a unos 13 km de la actual Capilla del Monte, según relatan en los libros de historia y en las investigaciones, este escenario albergó a la cultura Ayampitín (hace más de 8.000 años), la misma que fue evolucionando hacia el año 200 d. C. por los nuevos pobladores: los henia (Comechingones).

#### Época prehispánica
Durante el año 1570, los españoles llegaron a Córdoba, Cuando los hombres de origen español llegaron al territorio de Ongamira para explotar los minerales que allí había, los comechingones dieron batalla, y terminaron matando al líder de la tropa hispana, el capitán Blas de Rosales, uno de los primeros encomenderos y compañero del fundador de Córdoba Don Jerónimo Luis de Cabrera.
Un siglo después (es decir en el siglo XVII) comenzaron a establecerse dominios en el lugar, el entonces gobernador de la Ciudad de Córdoba otorga a algunos de sus allegados estas tierras que habían conquistado entregando parcelas o estancias (merced), encomiendas y estancias, es a partir de una "merced" real dada al colonizador Bartolomé Jaimes (nacido en la localidad andaluza de Ayamonte). Este funda la estancia que originaría el actual núcleo poblacional. Jaimes crea en su estancia un oratorio cuya denominación fue la de Estancia de San Antonio de la Capilla del Monte. El oratorio se transformó en Capilla del Monte, era un pequeño edificio que al estar sobre una colina se hizo conocido como La Capilla del Monte. Desde esa época y hasta fines del s XIX, la localidad no pasó de ser una aldea casi aislada constituida por ranchos, a finales del s XIX y en gran medida debido a la actividad de Adolfo Döring  el sitio comenzó a ser atractivo para la gente adinerada de la ciudad de Córdoba que edificó varios grandes e interesantes caserones.

En el último cuarto de siglo XX, merced al muy agradable clima y a los paisajes gran cantidad de argentinos amantes naturaleza se radicaron en Capilla del Monte que de este modo vio duplicada su población. Cuenta con un pequeño número de extranjeros (no censados) que ha incursionado al lugar por sus condiciones climáticas y calidad de vida en relación con la naturaleza.

## Turismo

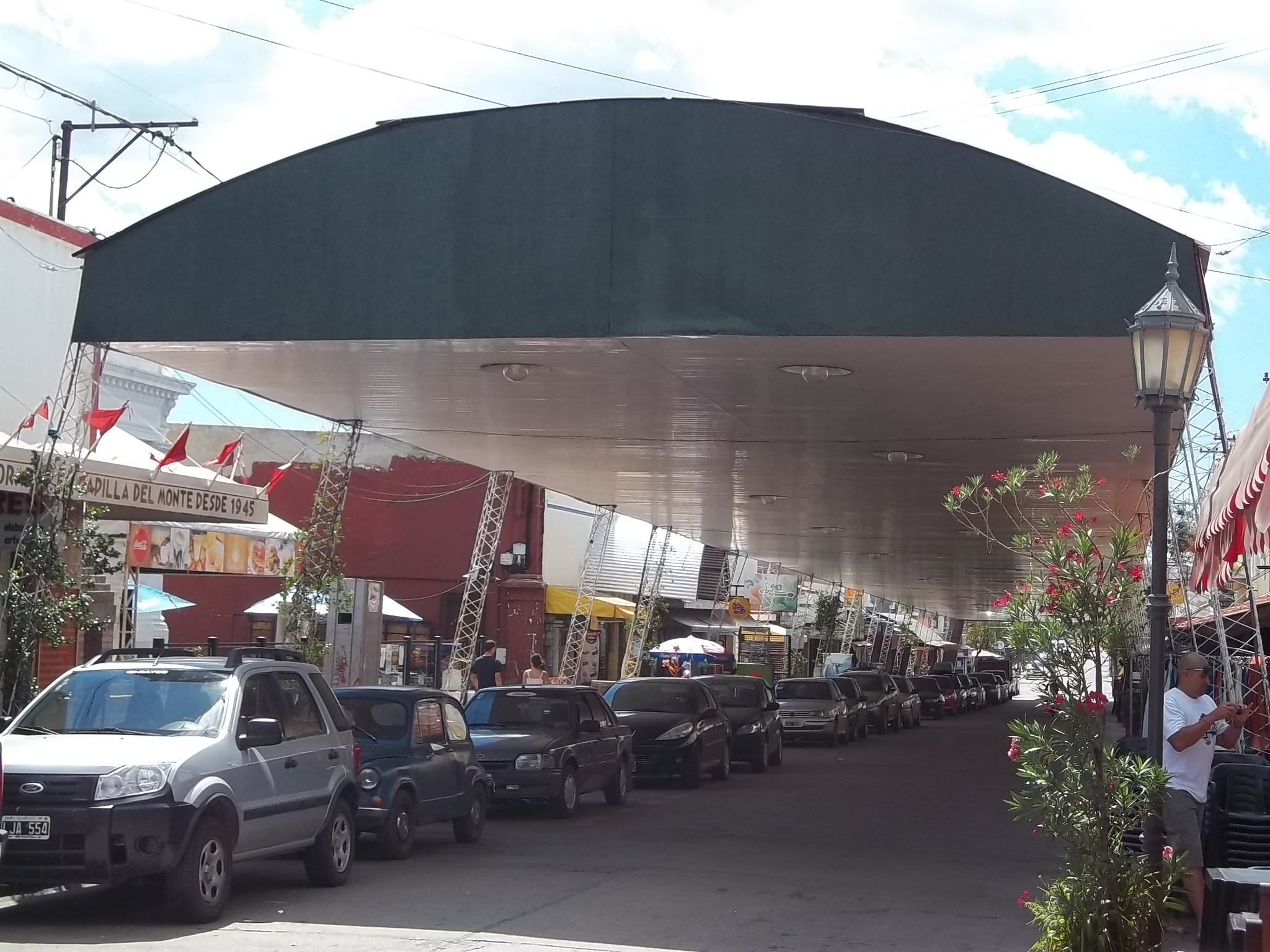

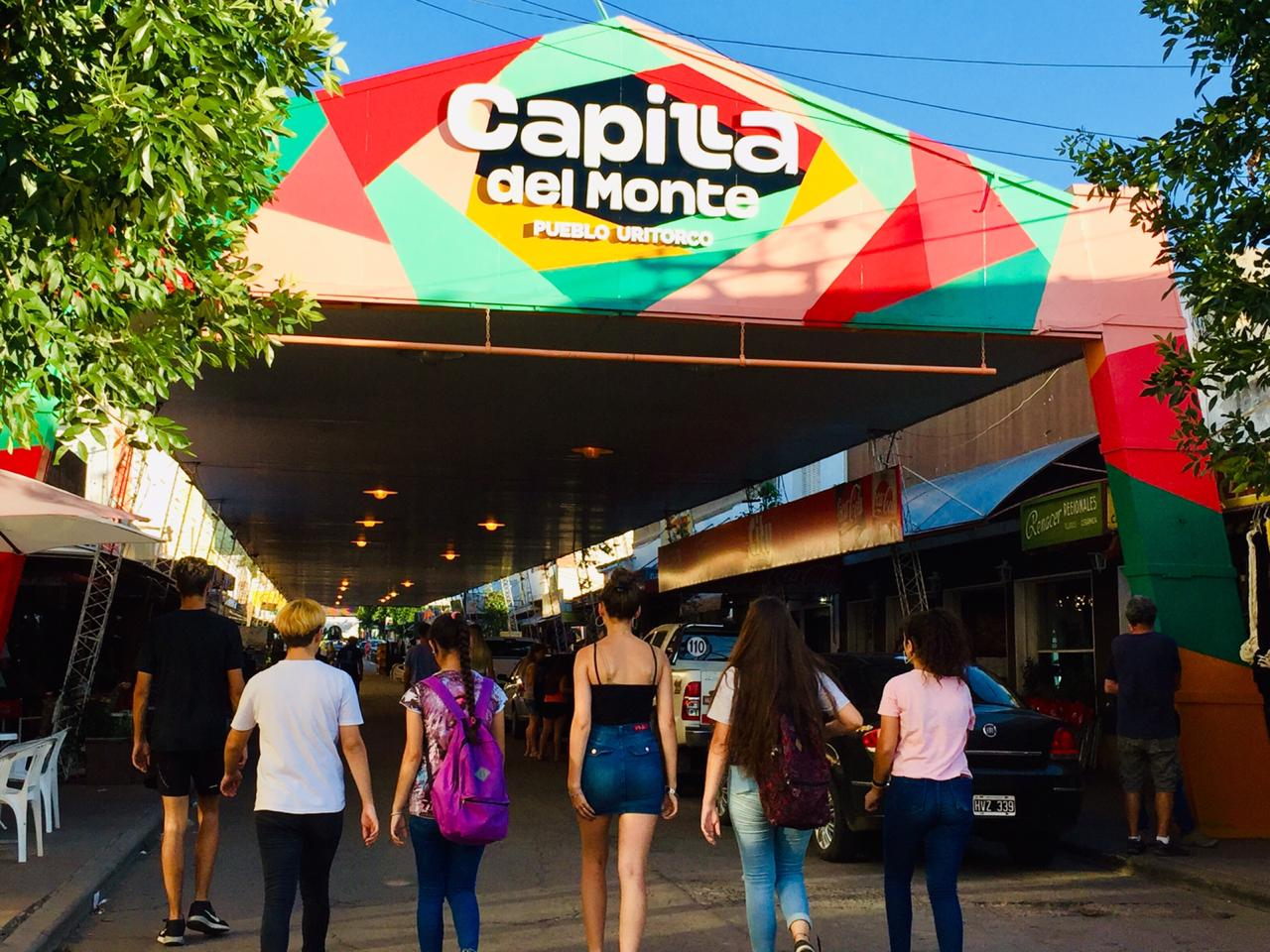
La reconocida calle Techada de Capilla del Monte

Esta la localidad ofrece al turismo diferentes diversiones:
- Agua de los Palos Restaurante y Piscina de alta montaña, cabalgatas, senderos, excursiones a la cima del cerro Las Gemelas y al dique Los Alazanes, juegos infantiles y parapente.
- Pueblo Encanto: sitio donde se asentaba un antiguo emplazamiento indígena a las orillas del río Calabalumba, en el siglo XIX fuera convertido en sitio de solariego esparcimiento por un noble español. Abundan fuentes y viñedos, y un original castillo hispano-morisco.
- Centro Recreativo Cultural Deodoro Roca: en el Valle de Ongamira, Ruta 17, el Museo cuenta con colección de piezas arqueológicas, hemeroteca, numismática y objetos antiguos. Galería de arte, pulpería  y restaurante.

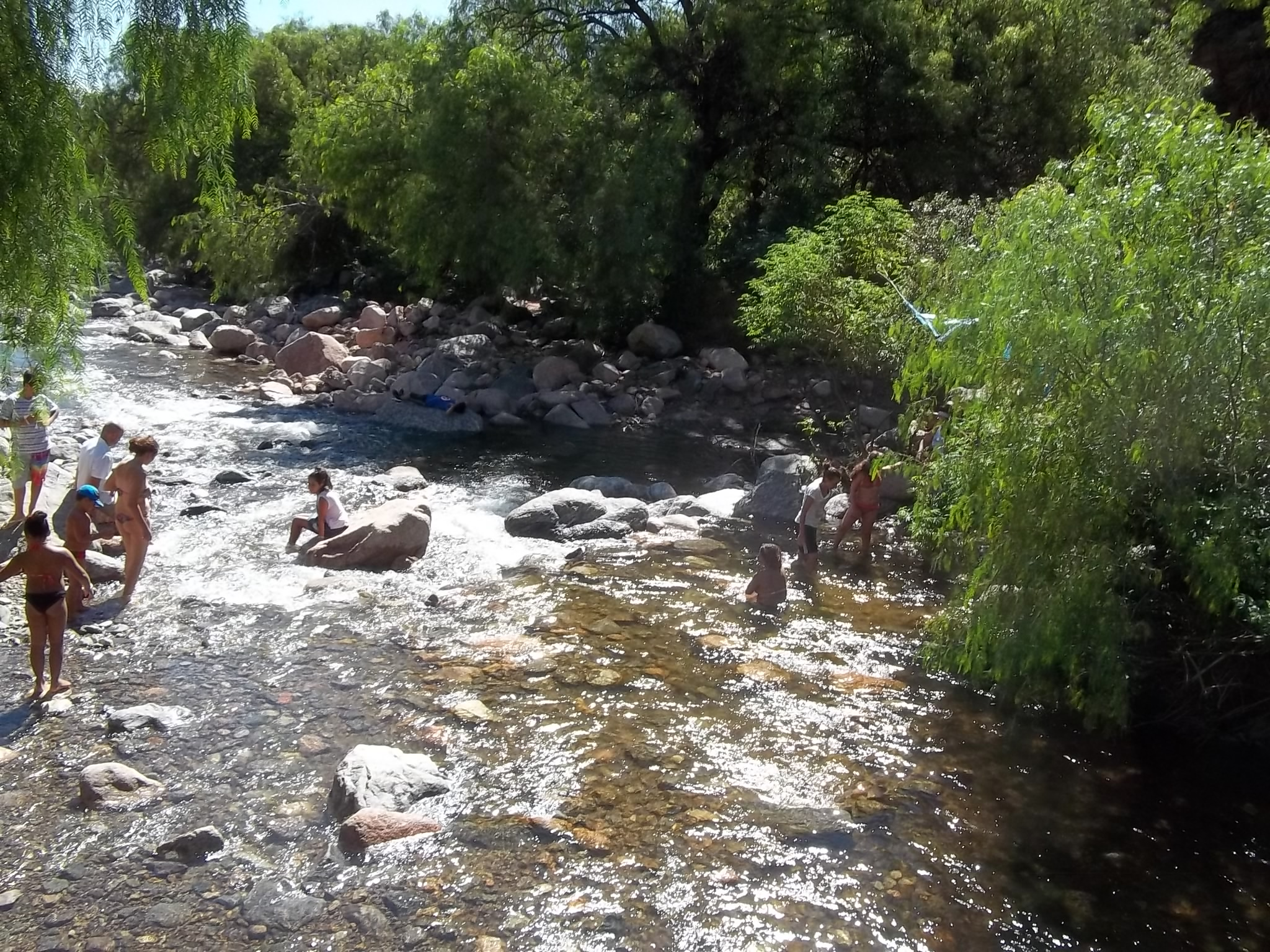
La belleza y beatitud del paisaje atraen numerosos visitantes, quienes gozan inmensamente de su clima.

- Centro de Informes OVNI: grupo de investigación ovni que recopila e investiga la presencia extraterrestre en la zona. Cuenta con videoteca, hemeroteca y archivos.
- Gruta de Lourdes: por la Ruta Provincial 17, luego de la Quebrada de Luna, camino a Ongamira.
- La Tramontana, criadero de truchas: granja, criadero y coto, Ruta Nacional 38 km 89,5 ex 818. Los Paredones, Capilla del Monte

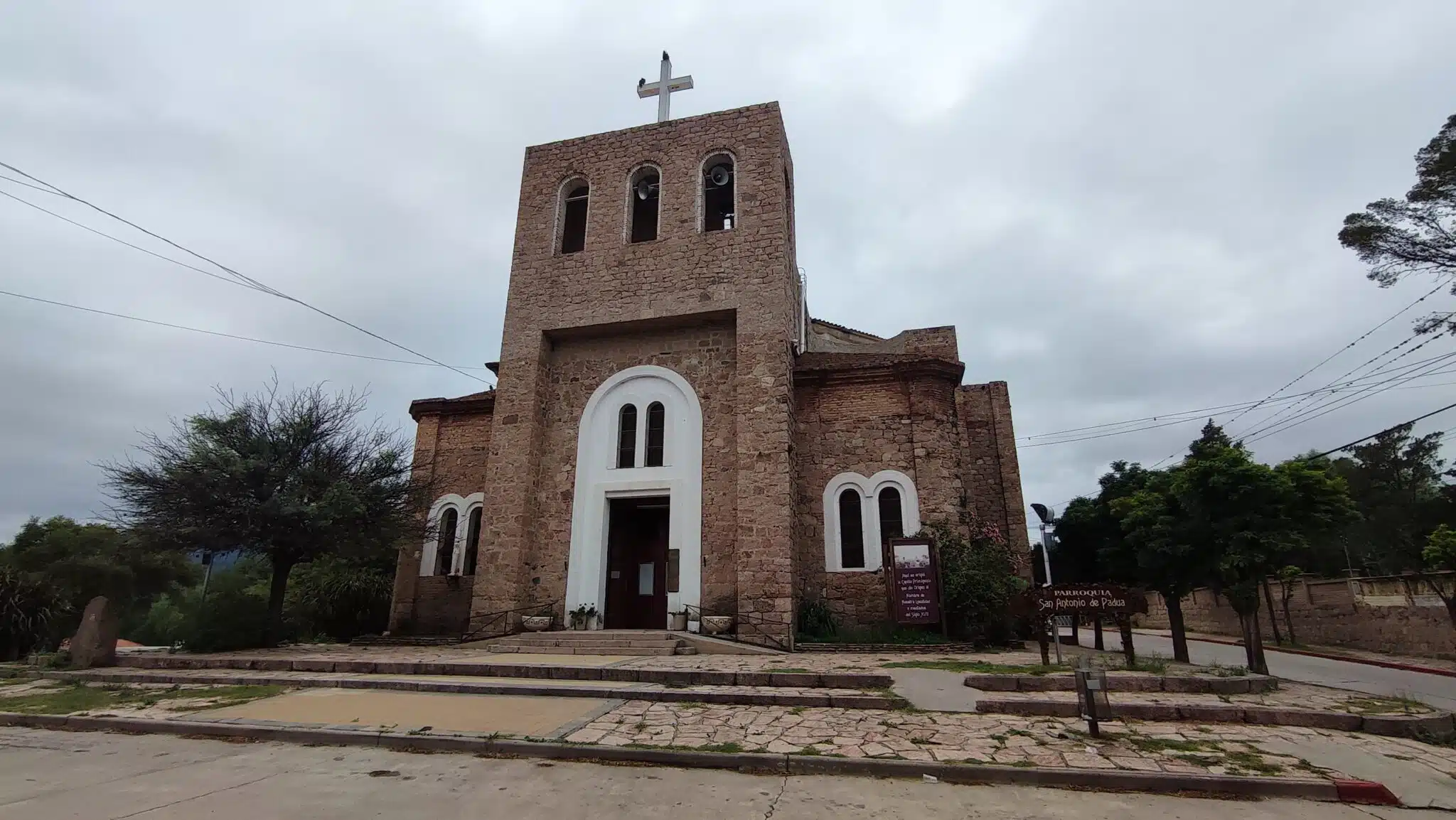
Parroquia San Antonio de Padua

- Parroquia San Antonio de PaduaCalle Techada: construida en 1964 para albergar la 1.ª Exposición Internacional de Fotografía. Se la considera la primera calle techada de toda Iberoamérica. Tiene una longitud de 100 metros.
- Museo El Caserón de los Recuerdos: se realizan visitas guiadas, entre objetos y artesanías, con anécdotas, leyendas e historias sobre la localidad. Es privado.
- Museo Fotográfico Ochonga: cuenta con una colección de fotos antiguas, de las viejas épocas de Capilla del Monte y sus personales.
- Museo El Castillo del Cómic:   Primer museo del cómic del país. Ubicado en una casona antigua del año 1905 (ex Hostería Argentina), cuenta con miles de juguetes e historietas de colección. Además posee restaurante, cafetería y patio cervecero.
- Parroquia de San Antonio de Padua: hermoso edificio neorrománico de principios del siglo XX, en el mismo predio en el que originalmente el Capitán Antonio de Cevallos mandó levantar una capilla de adobe en 1695.
- Lago El Cajón: espejo de agua que se encuentra inmediatamente al oeste de la ciudad, allí se practica la pesca deportiva y se realizan actividades náuticas, en ciertas playas es posible bañarse (Por ahora se desaconseja nadar en zonas no habilitadas de este lago ya que existen en su lecho grandes rocas).
- Parque del Camping Municipal: ameno sector de 10 ha ubicado a orillas del río Calabalumba, posee añosa arboleda, "quinchos" para asado y piscinas alimentadas con el agua subterránea proveniente de las vertientes del Uritorco.
- Antigua estación del FF.CC.: pintoresco edificio de inicios del s. XIX.

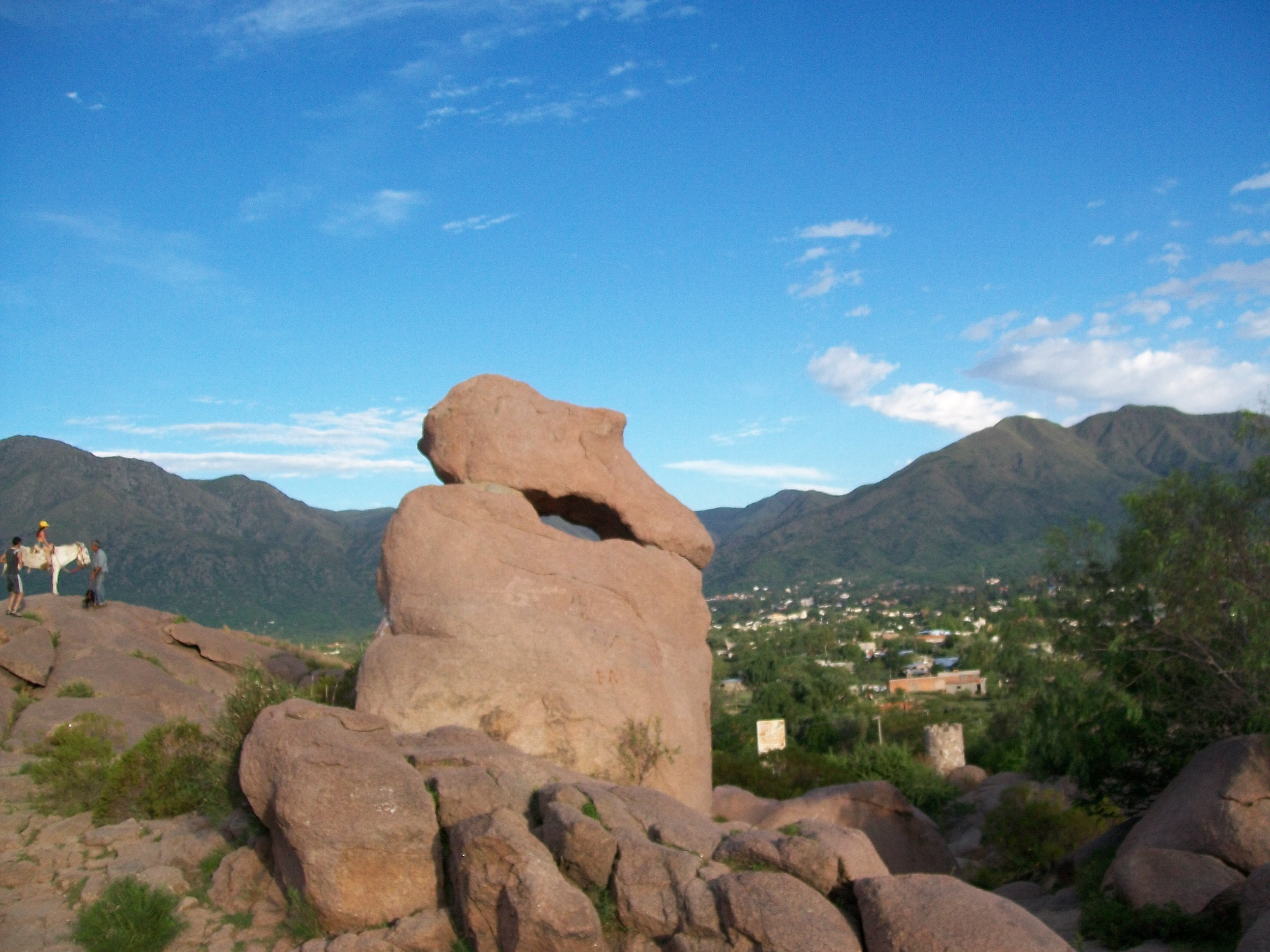
El Zapato.

- El Zapato: llamativa geoforma que resulta ser un monumento natural de roca semejante a un gigantesco zapato. El área de El Zapato es una semirreserva natural (paseo privado con costo).
- Los Mogotes: formaciones graníticas redondeadas que encajonan al río Dolores en su confluencia con el Calabalumba.
- Ascenso al Uritorco:Ascender al Cerro Uritorco está considerado como una travesía factible para la mayoría de las personas y durante el día la contratación de un guía turístico no es imprescindible, aunque sí recomendable en muchos casos. La situación por supuesto cambia por completo durante la noche, momento en el cual no es posible realizar ningún tipo de actividad sin la asistencia de un profesional capacitado. Por ello, el Complejo Cerro Uritorco le ofrece la posibilidad de realizar excursiones nocturnas manejadas por guías especializados, aparte de subir de día por sí solo.
- Termas del  Uritorco: se ubican en la base occidental del cerro Uritorco, sus aguas son mesotermales todo el año.
- Monasterio budista zen: se encuentra también en las faldas occidentales del cerro Uritorco, entre parques y bosques de caranday.
- Balneario La Toma: sobre el río Calabalumba inmediatamente al pie del cerro Uritorco (paseo privado con costo).

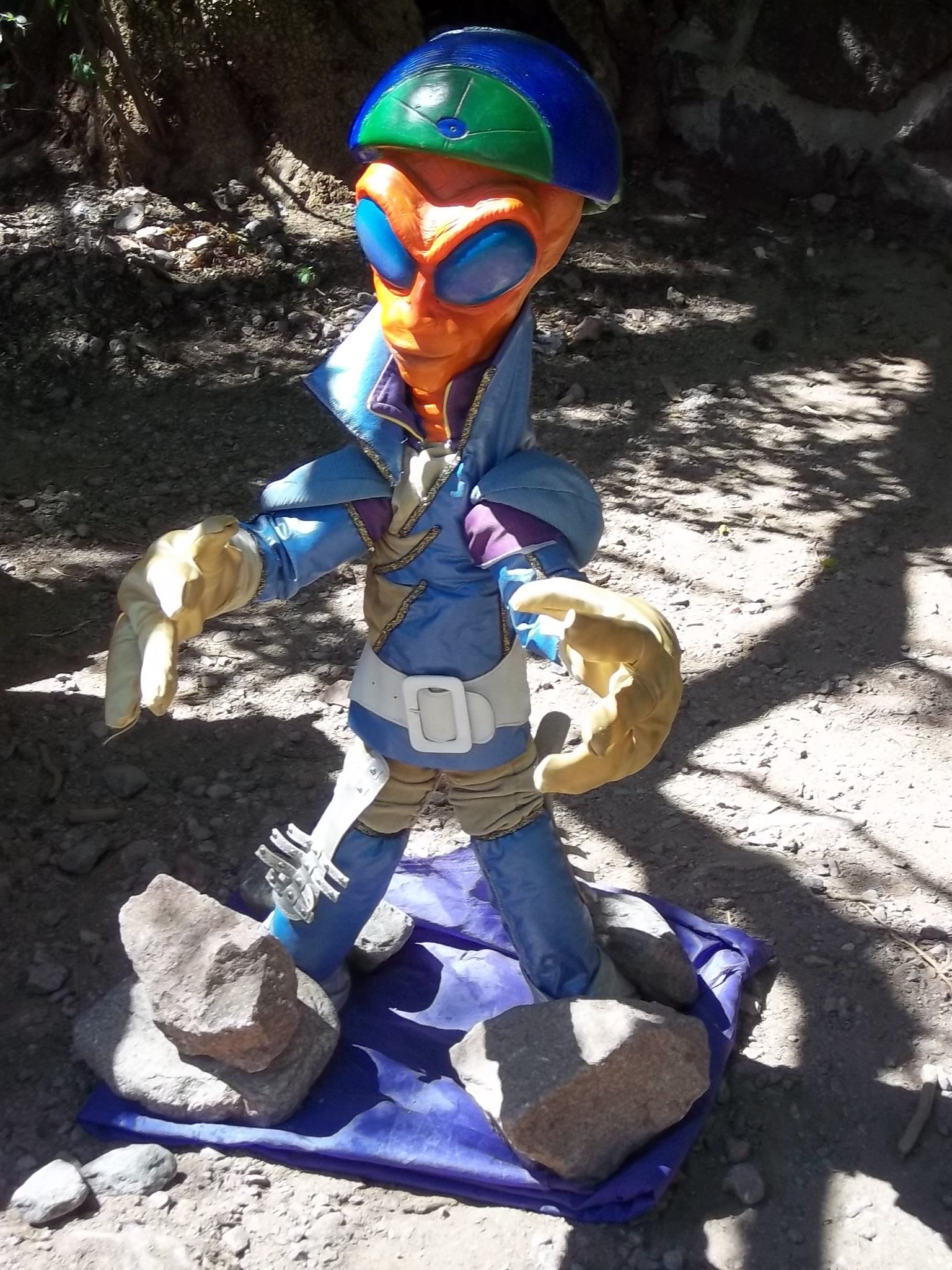
Desde los años 80, la zona se caracteriza por impulsar un novedoso turismo Ovni, en conjunción con cultores de la ERA DE ACUARIO.

- Los Terrones: Parque Autóctono, Cultural y Recreativo, Quebrada de la Luna, Dto.Punilla se encuentra a unos 14 km en la parte de atrás del Cerro Uritorco al norte sobre la Ruta Pcial 17, se caracteriza por la singular belleza y sus curiosas formaciones , se trataría de una falla geológica que caprichosamente el tiempo y el desgaste de millones de años ha ido tallando figuras, estrechos, farallones, es un lugar donde se siente  contacto pleno de la Naturaleza, Asombro, Creaccion, Admiración, Respeto, simplemente solo uno conociéndolo alcalza la dimensión que tiene " Un lugar para el asombro".

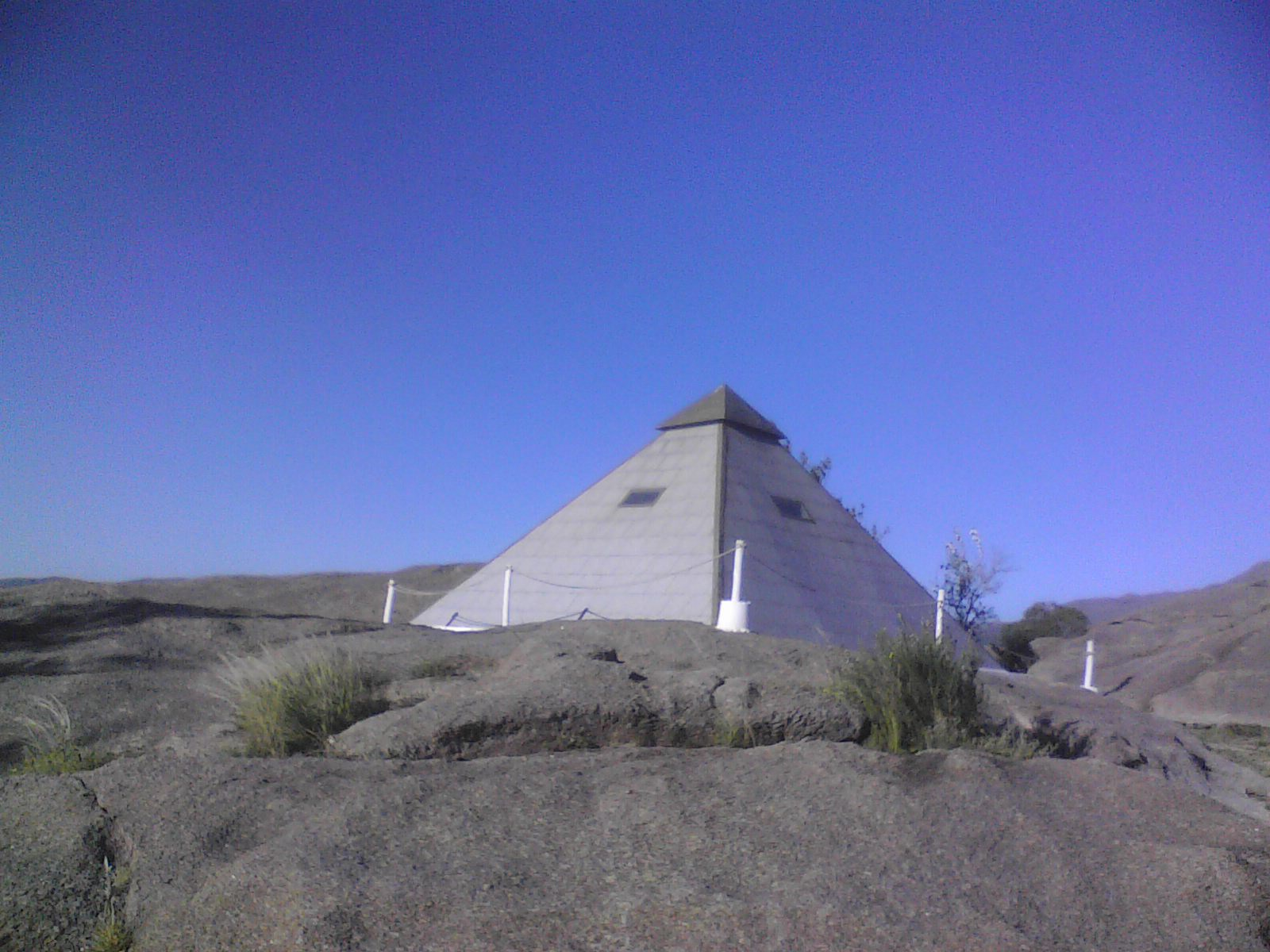
Desde los años '80, la zona se caracteriza por impulsar un novedoso turismo ovni, en conjunción con cultores de la ERA DE ACUARIO.

### Infraestructura
Existen varios sitios habilitados para campin, cuatro balnearios (dos a orillas del río Calabalumba, uno a orillas del Dique El Cajón y otro -llamado Águila Blanca- a orillas del río Dolores. La infraestructura hotelera es buena, complementada por hosterías, albergues y búngalos. Las comunicaciones viales hacia las ciudades de Córdoba, Rosario, Buenos Aires, etc. son también buenas durante todo el año -la ruta 38 se encuentra bien cuidada-, el ferrocarril de trocha angosta -servido hasta 1977 por simpáticos cochemotores de Ferrocarriles Argentinos fue suspendido en tal año y reactivado a mediados de los años 80 pero a partir de entonces sus servicios son poco frecuentes y poco regulares máxime al ser privatizada la red ferroviaria argentina durante los años 1990, si bien desde el 2009 ha sido reactivado el pintoresco y famoso Tren de las Sierras.

Por otra parte la ciudad de Capilla del Monte posee un buen número de establecimientos de ventas de comidas preparadas (bares, restaurantes, rotiserías, parrillas) y la avenida principal -desde la que antaño se podía apreciar el entorno- curiosamente techada.

## Cultura
En Capilla del Monte existen varias publicaciones periódicas. Una revista de cultura denominada Uritôrkidas que comenzó en formato papel y ahora tiene su revista en líneaRevista Uritorkidas Archivado el 1 de noviembre de 2020 en Wayback Machine.. Actualmente una Agencia de Noticias CDM noticias. Posee siete radios de FM y una red social, Miradas al Uritorco, que la convierte en la primera localidad de Argentina en tener una red social propia. La localidad cuenta con tres colegios primarios públicos estatales, una escuela primaria cooperativa autogestionada por los padres de los alumnos denominada Escuela Olga Cossettini, dos colegios primarios privados, dos colegios estatales (provinciales) de estudios medios, un colegio de estudios medios privado, un instituto de estudios terciarios parauniversitario (Ciencias de la Comunicación, Idiomas, Ciencias Informáticas), una biblioteca pública (popular) con sala de internet. Un cine-teatro municipal, un estadio polideportivo, un club social y polideportivo, una academia municipal de tango y folclore; existe un pequeño museo histórico y un Museo de herramientas. Se dice que el músico Luis Alberto Spinetta compuso la canción Durazno Sangrando en este lugar, inspirado por varios mitos y leyendas zonales.

## Parroquias de la Iglesia católica en Capilla del Monte
| Diócesis  | Cruz del Eje         |
| --------- | -------------------- |
| Parroquia | San Antonio de Padua |